# Scottish National League 2010/11
Die Saison 2010/11 ist die Austragung der höchsten schottischen Eishockeyliga, der Scottish National League. Die Ligadurchführung erfolgt durch die Scottish Ice Hockey Association, den schottischen Verband unter dem Dach des britischen Eishockeyverbandes Ice Hockey UK.

## Modus
Die Solway Sharks zogen ihre Mannschaft zurück.
Alle Mannschaften spielten eine einfache Runde mit Hin- und Rückspiel.

## Hauptrunde
| Platz | Mannschaft               | Spiele | S  | U | N  | Tore   | Punkte |
| ----- | ------------------------ | ------ | -- | - | -- | ------ | ------ |
| 1.    | Dundee Comets            | 14     | 13 | 0 | 1  | 107:39 | 26     |
| 2.    | Paisley Pirates          | 16     | 12 | 1 | 3  | 118:57 | 25     |
| 3.    | Edinburgh Capitals (SNL) | 14     | 10 | 0 | 4  | 87:55  | 20     |
| 4.    | Dundee Tigers            | 16     | 9  | 0 | 7  | 75:60  | 18     |
| 5.    | Kilmarnock Storm         | 14     | 8  | 1 | 5  | 95:57  | 17     |
| 6.    | Kirkcaldy Kestrels       | 16     | 6  | 0 | 10 | 50:93  | 12     |
| 7.    | North Ayrshire Wild      | 14     | 3  | 0 | 11 | 59:106 | 6      |
| 8.    | Moray Typhoons           | 13     | 2  | 2 | 9  | 47:64  | 6      |
| 9.    | Aberdeen Lynx            | 13     | 0  | 0 | 13 | 41:148 | 0      |